# Бердинский, Иван Сергеевич
Ива́н Серге́евич Берди́нский (16 июня 1918, г. Пермь — 19 мая 1997, Пермь) — советский и российский химик, профессор, заведующий кафедрой химии природных и биологически активных соединений Пермского университета (1973–1987).

## Биография
Мать — Анна Павловна Бердинская (в девичестве Ремянникова), дочь известного предпринимателя Пермской губернии конца XIX века, купца 2-й гильдии Павла Семеновича Ремянникова и его жены Марии Ильиничной. Отец — Сергей Григорьевич Бердинский, сын известного пермского купца Григория Васильевича Бердинского, купца 1-й гильдии, владевшего совместно с братом торговым домом «Братья И. и Г. Бердинские».
Окончил пермскую гимназию № 17.
В 1941 году окончил химический факультет Пермского университета. В период Великой Отечественной войны (1941—1945) являлся начальником химической службы саперного батальона, полевой химической лаборатории роты химзащиты, стрелковой дивизии.
В 1946—1948 годах Иван Сергеевич стал ассистентом кафедры органической химии Пермского фармацевтического института.
В 1948 г. защитил кандидатскую диссертацию «Интрамолекулярная конденсация N-ариламидов a-оксикислот».
В период с 1948 по 1962 гг. — доцент кафедры органической химии Пермского фарминститута, являлся там организатором курса биологической химии.
В 1959—1969 — доцент кафедры органической химии Пермского университета (вначале — по совместительству с фарминститутом, затем — на постоянной основе). Его научные интересы в это время были связаны с исследованием свойств гидразидов дизамещённых гликолевых кислот, которыми он начал заниматься ещё в фарминституте под руководством профессора П. А. Петюнина .
В 1969 г. защитил докторскую диссертацию «Арилгидразиды дизамёщенных гликолевых кислот» с присвоением учёной степени доктор химических наук.
В 1970—1972 годах — профессор кафедры органической химии Пермского университета. За время работы И. С. Бердинского на кафедре органической химии под его руководством защитили кандидатские диссертации Я. М. Виленчик, Н. А. Асанова, О. П. Пилипенко, Н. Н. Мачуленко, Л. Н. Краснова, Е. Ю. Посягина, Л. С. Никулина, Г. С. Посягин.
С 1973 по 1987 руководил созданной в университете кафедрой химии природных и биологически активных соединений Пермского университета (в 1991 кафедра слилась с кафедрой органической химии, а в 2001 возрождена член-корр. РАН А. Г. Толстиковым).
Основные работы профессора посвящены химии гидразидов оксо- и оксикислот, а также исследованию их фармакологической активности. В результате скрининга И. С. Бердинский обнаружил соединения с высокой противотуберкулезной, противовоспалительной, анальгетической активностью, стимуляторы роста растений, антикоррозионные средства.
И. С. Бердинский является автором 241 статьи, монографии «Фармакология и химия производных гидразина» (1976). Имеет 62 авторских свидетельств СССР. Также за время своей профессиональной деятельности, он подготовил 16 кандидатов химических наук.

## Патенты
См. патенты И. С. Бердинского на ресурсе «База патентов СССР»

## Награды
За участие в Великой Отечественной войне получил следующие награды:
- орден Красной Звезды;
- орден Отечественной войны II степени;
- орден Трудового Красного Знамени;
- медаль «За победу над Германией»;
- медаль «За оборону Москвы»;
- медаль «За освобождение Варшавы»;
- медаль «За отвагу»;
- медаль Жукова.